# Jean-Pierre Cassel
Jean-Pierre Cassel (właśc. Jean-Pierre Crochon; ur. 27 października 1932 w Paryżu, zm. 19 kwietnia 2007 tamże) – francuski aktor filmowy, teatralny i telewizyjny oraz tancerz.

## Życiorys
Urodził się w 13. dzielnicy Paryża, jako syn śpiewaczki operowej Louise-Marguerite (z domu Fabrègue) i lekarza Georges’a Crochona. Dorastał w Gard. Po zdaniu po uzyskaniu matury francuskiej Baccalauréat, brał lekcje śpiewu i tańca. Następnie dołączył do Cours Simon, szkoły aktorskiej René Simon. W wieku 18 lat zaczął występować w kabaretach. Bywał w tym czasie w klubach Saint-Germain-des-Prés, gdzie poznał jednego ze swoich idoli, Gene’a Kelly’ego. Po raz pierwszy pojawił się na ekranie niewymieniony w czołówce jako figurant w komedii muzycznej Pigalle-Saint-Germain-des-Prés (1950) z Jeanne Moreau. Można go było także dostrzec w komediodramacie Pozdrowienia i buziaki (Saluti e baci, 1953) i jako tancerza w melodramacie wojennym Anatole’a Litvaka Ich wielka miłość (Un acte d’amour, 1953) z udziałem Kirka Douglasa.
Grał Valentina Lindsaya w przedstawieniu Portret rodzinny (1954) i Waltera Darveya–Stuarta w spektaklu Dzieci Edwarda (1955). Powrócił na ekran w komedii kryminalnej Komisarz i róże (La peau de l’ours, 1957) w roli syna Duquesne’a z Nicole Courcel. Gdy stepował na scenie, został odkryty przez Gene’a Kelly’ego, który zaangażował go do roli młodego kochanka w tawernie w komediodramacie Szczęśliwa droga (The Happy Road, 1957). Następnie zasłynął dzięki rolom amantów w komediach Philippe’a de Broki: Igraszki miłosne (Les Jeux de l’amour, 1960), Dowcipniś (Le Farceur, 1960) i Kochanek na pięć dni (L’Amant de cinq jours, 1961), gdzie dał prawdziwy popis: był to nowy styl aktorstwa komediowego, oparty na nieustannym ruchu, lekkości, zmienności nastrojów.
Występował na scenie Théâtre National Populaire (TNP) w Villeurbanne w Idiocie Marcela Acharda (1960) jako Camille Sévigné, Przez park na bosaka Neila Simona (1965) w roli Paula Brattera, Skąpcu Moliera (1966) w reż. Jeana Vilara jako Cléante, Niebieski, biały, czerwony lub libertyn (1967) w reż. Rogera Planchona jako markiz Aubier d’Arbonne i Romeo i Julii (1968) w reż. Michalisa Kakojanisa jako Merkucjo.
Grał u wielu cenionych reżyserów, w tym Jeana Renoira (Kapral w matni), Luisa Buñuela (Dyskretny urok burżuazji), Claude’a Chabrola (Piekło, Ceremonia), Josepha Loseya (Pstrąg), Roberta Altmana (Prêt-à-Porter, Vincent I Theo) i Mathieu Kassovitza (Mulatka). W filmie muzycznym fantasy Jacka Bromskiego i Jerzego Gruzy Alicja (Alice, 1980) na podstawie powieści Lewisa Carrolla Alicja w Krainie Czarów wystąpił w roli Białego Królika.

## Życie prywatne
Spotykał się z Françoise Dorléac. W latach 1966–1980 był żonaty z dziennikarką Sabine Litique, z którą miał troje dzieci: Vincenta (ur. 23 listopada 1966), Olivię i Mathiasa (ur. 7 września 1969) występującego jako muzyk raper „Rockin’ Squat”. 30 grudnia 1981 zawarł związek małżeński z Anne Célérier, z którą miał córkę Cécile (ur. 25 czerwca 1982). 12 września 2004 został dziadkiem Devy, córki Vincenta i włoskiej aktorki Moniki Bellucci.

### Śmierć
Zmarł 19 kwietnia 2007 w 4. dzielnicy Paryża w wieku 75 lat na raka, przed premierą swojego ostatniego filmu Asterix na olimpiadzie; został pochowany w Thoiry w Yvelines. 

## Upamiętnienie
Od 1997 w Le Grau-du-Roi działa teatr, który nosi jego imię.

## Filmografia

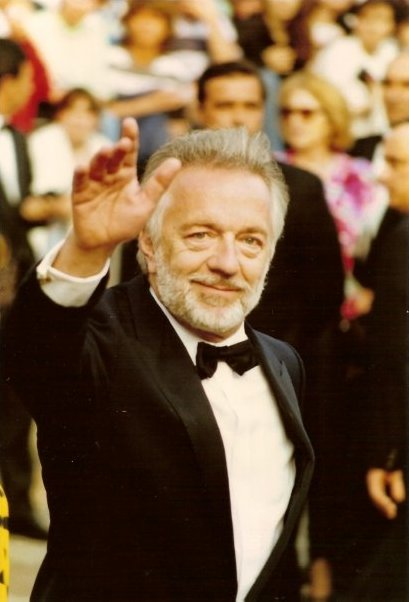
Pierre Cassel na 45. MFF w Cannes (1992)

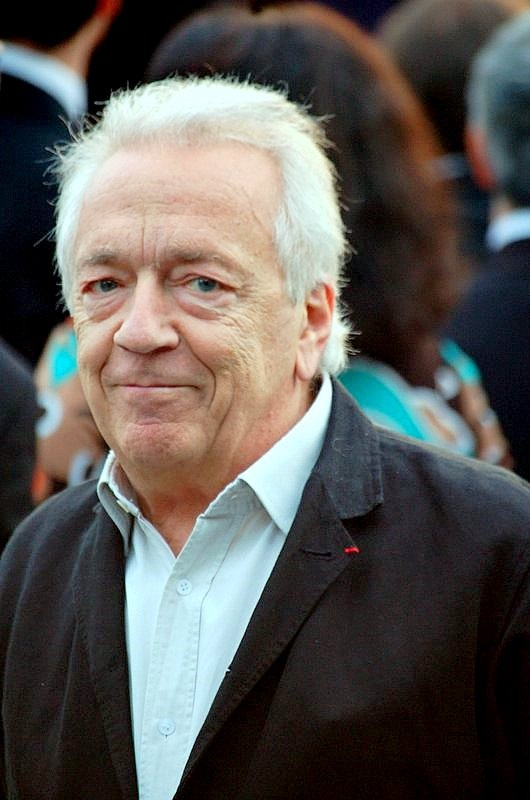
Pierre Cassel (2006)

- 1957: Jak włos w zupie (Comme un cheveu sur la soupe) jako Dziennikarz
- 1957: Pieszo, konno i wozem (À pied, à cheval et en voiture) jako Mariel
- 1958: Bezład i noc (Les Désordre et la nuit) jako tancerz
- 1958: Na wypadek nieszczęścia (En cas de malheur) jako trębacz
- 1965: Ci wspaniali mężczyźni w swych latających maszynach (Those Magnificent Men in Their Flying Machines, or How I Flew from London to Paris in 25 hours 11 minutes) jako Pierre Dubois
- 1966: Czy Paryż płonie? (Paris brule-t-il) jako porucznik Henri Karcher
- 1969: Armia cieni (L'Armée des ombres) jako Jean François Jardie
- 1969: Niedźwiedź i laleczka (L'Ours et la poupée) jako Gaspard
- 1971: Malpertuis (Malpertuis: Histoire d’une maison maudite) jako Lampernisse
- 1972: Dyskretny urok burżuazji (Le Charme discret de la bourgeoisie) jako M. Senechal
- 1973: Trzej muszkieterowie (The Three Musketeers) jako Ludwik XIII
- 1974: Czterej muszkieterowie (The Four Musketeers) jako Ludwik XIII
- 1974: Kariera na zlecenie (Le Mouton enragé) jako Claude Fabre
- 1974: Morderstwo w Orient Expressie (Murder on the Orient Express) jako Pierre Paul Michel, konduktor
- 1975: Łut szczęścia (That Lucky Touch) jako Leo Devivia
- 1976: Doktor Francoise Gailland (Docteur Françoise Gailland) jako Daniel Letessier
- 1978: Spotkania Anny (Les Rendez-vous d'Anna) jako Daniel
- 1978: Ty mnie trzymasz, ja cię trzymam za bródkę (Je te tiens, tu me tiens par la barbichette) jako Jean-Marcel Grumet
- 1978: Kto wykańcza europejską kuchnię? jako Kohner
- 1979: Z piekła do zwycięstwa (Contro 4 bandiere) jako Dick Sanders
- 1980: Alicja  (Alice) jako Biały Królik
- 1982: Pstrąg (La Truite) jako Rambert
- 1988: Gwoździk (Mangeclous) jako De Surville
- 1988: Tajemnice Sahary (Il Segreto del Sahara, miniserial) jako major de Brosse
- 1989: Powrót muszkieterów (The Return of the Musketeers) jako Savinien Cyrano de Bergerac
- 1990: Vincent i Theo (Vincent & Theo) jako dr Paul Gachet
- 1990: Pan Frost (Mister Frost) jako inspektor Corelli
- 1990: Upiór w operze (The Phantom of the Opera; TV) jako Inspector Ledoux
- 1991: Przysługa, zegarek i bardzo duża ryba (The Favour, the Watch and the Very Big Fish) jako Zalman
- 1991: Pokojówka (The Maid) jako C.P. Olivier
- 1991: Jaskinia złotej róży (Fantaghirò; TV) jako generał
- 1993: Kroniki młodego Indiany Jonesa (The Young Indiana Jones Chronicles; serial telewizyjny) jako ambasador
- 1993: Tajemnica trzynastego wagonu (La AKA Treizieme Voiture) jako Charles de Malasset
- 1994: Prêt-à-Porter jako Olivier de la Fontaine
- 2000: Purpurowe rzeki (Crimson Rivers) jako dr Bernard Chernezé
- 2000: Markiz de Sade (Sade) jako Le vicomte de Lancris
- 2003: Najlepsi z najlepszych (Michel Vaillant) jako Henri Vaillant
- 2003: Drewniana kamera (The Wooden Camera) jako pan Shawn
- 2004: Sny o potędze (Narco) jako ojciec Gusa
- 2006: Kongorama (Congorama) jako Hervé Roy
- 2007: Motyl i skafander (Le Scaphandre et le papillon) jako Lucien Père et le Vendeur
- 2008: Asterix na olimpiadzie (Astérix aux jeux olympiques) jako Panoramiks

## Publikacje
- Jean-Pierre Cassel: À mes amours. Éditions Stock, 2004, s. 285. ISBN 978-2253114321.

## Nagrody i nominacje
| Rok  | Nagroda                                     | Kategoria                            | Film                       | Rezultat  |
| ---- | ------------------------------------------- | ------------------------------------ | -------------------------- | --------- |
| 1994 | National Board of Review                    | Najlepsza obsada                     | Prêt-à-Porter (1994)       | Wygrana   |
| 1996 | Cezar                                       | Najlepszy aktor w roli drugoplanowej | Ceremonia (1995)           | Nominacja |
| 2005 | Festiwal fikcji telewizyjnej w Saint-Tropez | Specjalna nagroda honorowa           | La femme coquelicot (2005) | Wygrana   |